# Love Battery
Love Battery é uma banda dos Estados Unidos de rock psicodélico sessentista e grunge, de Seattle. Foi formado em 1989 pelo líder Ron Nine, o guitarrista Kevin Whitworth (ex - Crisis Party), o baixista Tommy "Bonehead" Simpson (também ex-Crisis Party) e o baterista do Mudhoney, Dan Peters. O nome veio de uma música, de mesmo nome, da banda britânica de punk rock Buzzcocks, famosa ao lado de Joy Division nos anos 80.
Para muitos Love Battery foi um grupo incomum na cena musical de Seattle dos anos 90. Fazendo intensos e rebuscados riffs psicodélicos, ritmos pulsantes e vocais roucos derivados do rock de garagem e psicodélico dos anos 60, o punk rock dos anos 70, o pós punk dos anos 80 e o grunge dos anos 90. A música do grupo era bastante complexa em comparação aos outros daquela era.
Eles nunca tiveram um sucesso comercial nem dentro ou fora de sua area, porém foram elevados ao título de cult, com seus seguidores até os dias de hoje. As músicas mais conhecidas da banda são "Between The Eyes", "Half Past You", "Far Gone", "Head Of Ringo", "Out Of Focus", "Fuzz Factory" e "Harold's Pink Room".  

## Discografia

### Álbuns
- Between The Eyes (Sub Pop Records, 1990).
- Dayglo (Sub Pop Records, 1992).
- Far Gone (Sub Pop Records, 1993).
- Straight Freak Ticket (Atlas Records, 1995).
- Confusion Au Go Go (C/Z Records, 1999).

### Singles/EPs
- "Between The Eyes" b/w "Easter" (Sub Pop Records, 1989).
- "Foot" b/w "Mr. Soul" (Sub Pop Records, 1991).
- Out Of Focus EP (Sub Pop Records, 1992).
- Half Past You (Sub Pop Records, 1993)
- Far Gone (Sub Pop Records, 1993)
- Nehru Jacket EP (Atlas Records, 1994).
- "Snipe Hunt" b/w "Punks Want Rights" (Let Down Records, 1996).

## Membros
- Ron Nine
- Kevin Whitworth
- Tommy Simpson
- Mike Musburger